# Orlik (Łukta)
Orlik (deutsch Adlersbude) ist ein Ort in der polnischen Woiwodschaft Ermland-Masuren. Er gehört zur Gmina Łukta (Landgemeinde Locken) im Powiat Ostródzki (Kreis Osterode in Ostpreußen).

## Geographische Lage
Orlik kliegt am Ostufer des (Großen) Schilling-Sees (polnisch Jezioro Szeląg Wielki) im Westen der Woiwodschaft Ermland-Masuren, sechs Kilometer nordöstlich der Kreisstadt Ostróda (deutsch Osterode in Ostpreußen).

## Geschichte
Die zum Staatsforst Jablonken (polnisch Stare Jabłonki) gehörende Försterei und Holzschlägerei Adlersbude war bis 1945 wie auch Luisenberg (polnisch Szklarnia) ein Wohnplatz der Gemeinde Tafelbude (polnisch Kątno). 1874 wurde der kleine Ort in den Amtsbezirk Jablonken (1938 bis 1945 Amtsbezirk Altfinken genannt) im Kreis Osterode in Ostpreußen aufgenommen, innerhalb dessen er später zu Tafelbude kam.
In Kriegsfolge wurde 1945 das gesamte südliche Ostpreußen und mit ihm die Forstsiedlung Adlersbude an Polen überstellt. Der Ort erhielt die polnische Namensform „Orlik“ und ist heute – eingegliedert in das Schulzenamt (polnisch Sołectwo) Plichta (Plichten) – eine Ortschaft innerhalb der Landgemeinde Łukta (Locken) im Powiat Ostródzki (Kreis Osterode in Ostpreußen), bis 1998 der Woiwodschaft Olsztyn, seither der Woiwodschaft Ermland-Masuren mit Sitz n Olsztyn (Allenstein) zugehörig.

## Kirche
Bis 1945 war die Försterei Adlersbude in die evangelische Kirche Osterode in Ostpreußen  (polnisch Ostróda) in der Kirchenprovinz Ostpreußen der Kirche der Altpreußischen Union und auch in die römisch-katholische Kirche der Kreisstadt eingepfarrt.
Der Bezug zu der jetzt „Ostróda“ genannten Kreisstadt besteht noch heute. Sie gehört evangelischerseits zur Diözese Masuren der Evangelisch-Augsburgischen Kirche in Polen bzw. katholischerseits zum Bistum Elbląg (Elbing).

## Verkehr
Orlik liegt abseits vom Verkehrsgeschehen am Endpunkt einer Nebenstraße, die bei Tabórz (Taberbrück) von der Woiwodschaftsstraße 530 abzweigt und über Plichta (Plichten) nach hier führt. Eine Bahnanbindung besteht nicht.